# Jeannelopsis aneura
Jeannelopsis aneura är en tvåvingeart som beskrevs av Tsacas 1990. Jeannelopsis aneura ingår i släktet Jeannelopsis och familjen daggflugor. Inga underarter finns listade i Catalogue of Life.